# Macedonio (vescovo)
Macedonio (... – 557) è stato un arcivescovo italiano, arcivescovo di Aquileia dal 539 al 557.

## Biografia
Macedonio fu nominato arcivescovo di Aquileia verso il 539. Secondo lo storico Dandolo, fece costruire una chiesa a Grado dedicata a San Giovanni evangelista. Fu in dissenso con le decisioni del concilio Costantinipolitano II.

## Successione apostolica
La successione apostolica è:
- Arcivescovo Vitale (552)